# Listă de conducători de stat din 911
907 - 908 - 909 - 910 - 911 - 912 - 913 - 914 - 915
Aceasta este o listă a conducătorilor de stat din anul 911:

## Europa
- Amalfi: Manso (prefect, 898-914)
- Anglia, statul anglo-saxon Mercia: Ethelred (ealdorman, 883-911) și Ethelflaed (regină, 911-918)
- Anglia, statul anglo-saxon Wessex: Eduard cel Bătrân (rege, 899-924)
- Anjou: Foulques I cel Roșu (conte, cca. 898-941/942)
- Aquitania: Guillaume I cel Pios (duce, cca. 886-918)
- Armenia, statul Ani: Sămbat I Martirul (rege din dinastia Bagratizilor, 890-914)
- Armenia, statul Vaspurakan: Hacik-Gaghik (rege din dinastia Ardzruni, 908-936/937)
- Asturia: Fruela al II-lea (rege, 910-925; totodată, rege al Leonului, 924-925)
- Bavaria: Ludovic al IV-lea Copilul (rege din Dinastia_Carolingiană, 899-911; ulterior, rege al Germaniei, 900-911; ulterior, rege al Lotharingiei, 900-911)
- Bavaria: Arnulf al II-lea cel Rău (duce din dinastia lui Liutpold, 907-937)
- Benevento: Landulf I (principe, 910-943; anterior, co-principe, 901-910) și Atenulf al II-lea (co-principe, 911-940)
- Bizanț: Leon al VI-lea Înțeleptul (împărat din dinastia Macedoneană, 886-912)
- Bulgaria: Simeon cel Mare (țar, 893-927)
- Burgundia: Richard I Legislatorul (duce, cca. 888-921)
- Castilia: Gonzalo Fernandez (conte, 899-920)
- Cehia: Vratislav (cneaz din dinastia Premysl, 905?-921?)
- Cordoba: Abu Muhammad Abdallah ibn Muhammad (I) (emir din dinastia Omeiazilor, 888-912)
- Creta: Yusuf ben Umar (emir, 910-915)
- Croația: Tomislav (cneaz din dinastia Trpimirovic, 910-cca. 928)
- Flandra: Balduin al II-lea cel Pleșuv (conte din dinastia lui Balduin, 879-918)
- Franța: Carol al III-lea cel Simplu (rege din dinastia Carolingiană, 893/898-923)
- Gaeta: Ioan I (consul, 867-877; apoi, patriciu, 877-933 sau 934) și Docibilis al II-lea (consul, 906-914; apoi, duce, 914 sau 915-954)
- Galicia: Ordono al II-lea (rege, 910-924; totodată, rege al Leonului, 914-924)
- Germania: Ludovic al IV-lea Copilul (rege din dinastia Carolingiană, 900-911; totodată, rege al Bavariei, 899-911; totodată, rege al Lotharingiei, 900-911) și Conrad I cel Tânăr (rege din dinastia de Franconia-Saliană, 911-918)
- Gruzia, statul Abhazia: Constantin al III-lea (rege, 898/899-916/917)
- Gruzia, statul Tao-Klardjet: Adarnase al IV-lea (rege și curopalat, 888-923)
- Hainaut: Sigehard (conte, cca. 908-920/921)
- Italia: Berengar I (rege, 888-896, 896-924; totodată, margraf de Friuli, 874-890; ulterior, împărat occidental, 915-924)
- Ivrea: Adalbert I (margraf din familia Anscarizilor, 902-924)
- Kiev: Oleg (mare cneaz din dinastia Rurikizilor, 888-912)
- Leon: Garcia I (rege, 910-914)
- Lorena: Reginar I Gât-Lung (duce, 910-915)
- Lotharingia: Ludovic_Copilul (rege din Dinastia_Carolingiană, 900-911; totodată, rege al Bavariei, 899-911; totodată, rege al Germaniei, 900-911) și Carol cel Simplu (rege din dinastia Carolingiană, 911-923)
- Navarra: Sancho I Garces (rege din dinastia Jimenez, 905-925)
- Neapole: Grigore al IV-lea (duce, 897/898-914/915)
- Normandia: Rollon (duce, 911-927)
- Norvegia: Harald I cel Bălai (rege, cca. 900-cca. 940)
- Olanda: Gerulf al II-lea (conte, 885-înainte de 916)
- Salerno: Guaimar al II-lea cel Ghebos (principe, 900-946)
- Saxonia: Otto I Ilustrul (duce din dinastia Liudolfingilor, 880-912)
- Scoția: Constantin al II-lea (rege, 900-943)
- Serbia: Petru Gojnikovic (cneaz din dinastia lui Viseslav, 892-917)
- Sicilia: Abu Muhammad Ubaidallah ibn Hussain ibn Ahmad ibn Abdallah ibn Muhammad ibn Ismail ibn Djafar al-Sadik (calif din dinastia Fatimizilor, 909-934)
- Spoleto: Alberic I (duce, 898-922)
- Statul papal: Sergius al III-lea (papă, 904-911) și Anastasius al III-lea (papă, 911-913)
- Toscana: Adalbert al II-lea cel Bogat (margraf, 886-915)
- Toulouse: Eudes (conte, 886-918/919)
- Ungaria: Zsolt (conducător din dinastia Arpadiană, 907-cca. 947)
- Veneția: Pietro (Tribuno) (Trasdomenico) (doge, 888-912)

## Africa
- Fatimizii: Abu Muhammad Ubaidallah ibn Hussain ibn Ahmad ibn Abdallah ibn Muhammad ibn Ismail ibn Djafar al-Sadik (calif din dinastia Fatimizilor, 909-934)
- Idrisizii: Iahia al IV-lea ibn Idris ibn Umar (imam din dinastia Idrisizilor, 905-919/920)
- Kanem-Bornu: Aritse (sultan, cca. 893-cca. 942)

## Asia

### Orientul Apropiat
- Bizanț: Leon al VI-lea Înțeleptul (împărat din dinastia Macedoneană, 886-912)
- Califatul abbasid: Abu'l-Fadl Djafar al-Muktadir ibn al-Mutadid (calif din dinastia Abbasizilor, 908-932)
- Samanizii: Ahmad al II-lea ibn Ismail (emir din dinastia Samanizilor, 907-914)

### Orientul Îndepărtat
- Birmania, statul Arakan: Sritaing Chandra (rege din dinastia Chandra, 903-935)
- Birmania, statul Mon: Geinda (rege, 902-917)
- Cambodgea, Imperiul Kambujadesa (Angkor): Harșavarman I (Rudraloka) (împărat, 910-925)
- Cambodgea, statul Tjampa: Bhadravarman al II-lea (rege din a șasea dinastie, după 910-cca. 918)
- China: Zhu Wen (Tazu) (împărat din dinastia Liang târzie, 907-912)
- China, Imperiul Qidan Liao: Yelu Abaoji (Liao Taizu) (împărat, 907-927)
- Coreea, statul Hu-Koguryo: Kungye (rege, 901-918)
- Coreea, statul Hu-Paekje: Kyonhwon (Chin Hown) (rege, 892-935)
- Coreea, statul Silla: Hyogong (Yo) (rege din dinastia Kim, 897-912)
- India, statul Chalukya răsăriteană: Chalukya-Bhima I (Vișnuvaradhana sau Paramabrahmanya) (rege, 892-922)
- India, statul Chola: Parantaka I (rege, cca. 907-cca. 953)
- India, statul Gurjara Pratihara: Bhoja al II-lea (rege, după 907-912)
- India, statul Raștrakuților: Krișna al II-lea (rege, 878-914)
- Japonia: Daigo (împărat, 897-930)
- Kashmir: Partha (rege din dinastia Utpala, 907-923)
- Nepal: Raghavadeva (rege din dinastia Thakuri, 865/880-923/926)
- Sri Lanka: Kașyapa al V-lea (rege din dinastia Silakala, 907-917)
- Vietnam, Imperiul Van-Xuan: Khuc Hao (împărat din dinastia Ngo Khuc, 907-917)

## America
- Toltecii: Ihuitimal (conducător, 877-923)